# Chris Ellis
Christian Markell Ellis, detto Chris (Atlanta, 5 marzo 1984), è un ex cestista statunitense, professionista nella NBDL e in Europa.